# チャーリー・ジョンズとユーニス・ウィンステッドの結婚
チャーリー・ジョンズとユーニス・ウィンステッドの結婚では、1937年1月にテネシー州で22歳のチャーリー・ジョンズと9歳のユーニス・ウィンステッドが結婚した出来事について概観する。結婚の翌月、『ライフ』誌の記事により全米の注目を浴びた。
この結婚を受けて、テネシー州は結婚可能な最低年齢を16歳とする法律を制定した。他のいくつかの州（ミネソタ州、ロードアイランド州、ワシントンD.C.を含む）も同様の法律を制定した。なお、テネシー州の法制定の後も二人は夫婦であり続けた。二人は9人の子供を儲け、1997年にチャーリーの死去によりこの婚姻は終了した。

## 結婚
1937年1月19日、当時22歳のたばこ農家チャーリー・ジョンズ（英: Charlie Johns）は、当時9歳の近隣住民ユーニス・ウィンステッド（英: Eunice Winstead）と結婚した。結婚式はテネシー州ハンコック郡スニードビル（英: Sneedville）で、バプテスト派の牧師ウォルター・ラム（英: Walter Lamb）によって執り行われた。そのためにジョンズは、ラム牧師に1ドル（2024年の物価に換算して約22ドル）を提供している。ユーニスは両親に内緒で結婚式に行くため、「人形を買いに行く」と嘘をついた。ジョンズはユーニスの年齢を偽って結婚許可証（英: marriage license）を取得した。
この当時、テネシー州には婚姻可能な最低年齢に関する明文の規定は存在しなかった。ユーニスの母は16歳で、姉の Ina は13歳で結婚している。新郎と新婦の母親は、初めユーニスは結婚するには若すぎると考えていたが、最終的にこの結婚を認めた。

## 反応
挙式から10日ほどでこの結婚はマスコミに知られ、その後『タイムズ』紙、『ニューヨーク・タイムズ』紙、『ライフ』誌などにより広く知られるに至った。
また。1938年の映画『Child Bride』にも影響を与えた。
チャーリーは、記者たちが事実をでっち上げているとしてマスコミに注目されるのを避けており、妻と子供たちの写真を撮影することを一切許可しなかった。それでも、1937年に『ライフ』誌に掲載された記事には、スニードビルの自宅にいるチャーリーとユーニスの写真が掲載されていた。その年に発行された『The Knoxville Journal』紙は、新郎のチャーリーが50エーカーの山地と数頭の驢馬を所有する優秀な農家であるため、9歳の花嫁の将来に関しては楽観視できると報じた。その他、『ニューズウィーク』誌にはチャーリーの膝の上に座るユーニスの写真が掲載された。
この結婚が引き金となって、テネシー州ではたとえ両親の同意があろうとも16歳未満の者は婚姻できないよう法改正が進んだ（妻になる者が妊娠している場合など、例外は設けられた）。

## その後
1937年、ユーニスは学校を中退している。結婚後二日は学校に通ったが、ユーニスが問題行動をおこして柔らかい棒（英: switch）で打たれた後、チャーリーが学校を辞めさせた。州法が改正され、結婚した子供は義務教育の対象外とすることが明記された。
1938年の時点で、二人はチャーリーの両親と同居していた。二人は同じ部屋で寝ていた。
1942年12月、15歳の時にユーニスは第一子を出産。その後さらに8人の子を儲ける。
1960年、当時17歳の長女 Evelyn が当時20歳の John Antrican と駆け落ちする。チャーリーはアントリカンが結婚許可証を取得するためにエヴリンの年齢を偽ったと主張、これに異議を唱えた。
この婚姻は1997年のチャーリーの死去まで続いた。2006年、ユーニス死去。